# Tommy Milliot
Tommy Milliot, né en 1984, à Lille, est un metteur en scène et comédien franco-belge.
Il est le fondateur de Man Haast, compagnie théâtrale installée à Marseille.
Il dirige depuis janvier 2024 le Nouveau Théâtre de Besançon.

## Biographie
Né à Lille en 1984, le franco-belge Tommy Milliot fonde la compagnie Man Haast en 2014. Entouré d’un noyau de collaborateurs fidèles comme Sarah Cillaire à la dramaturgie, Sarah Marcotte à la lumière, Adrien Kanter au son, Matthieu Heydon à l’assistanat à la mise en scène et des acteurs comme Eye Haidara, Isaïe Sultan, Miglen Mirtchev ou Matthias Hejnar, Tommy Milliot explore les dramaturgies contemporaines, notamment étrangères et méconnues.
Après un an à Bruxelles où il étudie la scénographie, il se tourne vers une licence en arts du spectacle à l'université d'Artois. Puis il continue sa formation à l'université Paris-Nanterre avec un master en mise en scène et dramaturgie. C’est à cette occasion qu’il fait la rencontre d’Éric Vigner, alors directeur du CDN de Lorient, qui lui propose de participer à un projet : l’Académie.
Cette Académie réunit sept jeunes acteurs d’origine française et étrangère pour une durée de trois ans au sein du CDN pour plusieurs créations. Tommy Milliot sera l’assistant d’Éric Vigner pour l’ensemble du projet en plus de jouer dans les productions. Les trois pièces (La Place Royale de Corneille, Guantánamo d'après Franck Smith et La Faculté de Christophe Honoré) tourneront dans toute la France, notamment au Festival d'Avignon en 2012 où sera créé La Faculté. Le CDN de Lorient propose à Tommy Milliot de faire une première production, ce sera une adaptation d’un album jeunesse écrit par Christophe Honoré, Il est difficile d'attraper un chat noir dans une pièce sombre, surtout lorsqu'il n'y est pas.
À la suite de représentations de ce spectacle, il fait la rencontre d’Hubert Colas, qui lui propose de participer au festival d'écritures contemporaines Actoral, l'année suivante. Il met en scène Lotissement de Frédéric Vossier. Le spectacle sera lauréat du prix Impatience et sera programmé lors de la 70e édition du Festival d'Avignon. S’ensuivra la mise en scène de Wintereise de l’auteur norvégien Fredrik Brattberg au festival Actoral en 2017. Sa troisième mise en scène aura lieu au Festival d'Avignon en 2019. Pièce inédite de l’auteure nord-américaine Naomi Wallace, La Brèche, est un tableau sans concession d'une « possible Amérique ». Une tragédie à la mécanique implacable, qui dit autant les tabous du corps que les aspirations de l’âme.
Dernièrement invité à la Comédie-Française, il y monte Massacre de Lluïsa Cunillé, figure majeure du théâtre catalan, jusqu’alors jamais jouée en France.
En 2021, il mettra en scène Médée de Sénèque à La Criée - Théâtre national de Marseille.

## Nouveau Théâtre de Besançon
En juillet 2023, il est nommé par le Ministère de la culture comme directeur du Nouveau Théâtre de Besançon. Il prend ses fonctions le 1er janvier 2024.

## Metteur en scène
- 2012 : Il est difficile d'attraper un chat noir dans une pièce sombre (surtout lorsqu'il n'y est pas) d'après La Règle d'or du cache-cache de Christophe Honoré, CDDB-Théâtre de Lorient, Théâtre du Jeu de Paume, Le Canal Théâtre, Redon
- 2014 : Que je t'aime d'après Euripide, CDDB-Théâtre de Lorient
- 2016 : Lotissement[3] de Frédéric Vossier, Prix du Jury Impatience[4], La Rose des vents Villeneuve-d'Ascq, La Loge Théâtre, Paris, Festival Impatience, Centquatre-Paris, Festival Actoral, Marseille, Théâtre Louis Aragon, Tremblay-en-France, Théâtre de Saint-Quentin-en-Yvelines, Saint-Quentin-en-Yvelines
- 2017 : Winterreise[5] de Fredrik Brattberg (en), Festival Artdanthé Vanves, Festival Actoral Marseille, NextFestival La Rose des vents Villeneuve-d'Ascq, Festival SPOT Théâtre Paris-Villette
- 2018 : Simon de Hubert Colas, Festival Actoral Marseille, Festival Actoral Montréal
- 2019 : La Brèche[6],[7],[8],[9] de Naomi Wallace, Festival d'Avignon, Centquatre-Paris, Festival Actoral Marseille, tournée
- 2020 : Massacre[10],[11],[12],[13],[14],[15],[16] de Lluïsa Cunillé, Comédie-Française
- 2021 : Médée de Sénèque, La Criée - Théâtre National de Marseille
- 2023 : L'Arbre à sang de Angus Cerini, Comédie de Béthune - CDN
- 2024 : Qui a besoin du ciel de Naomi Wallace, Comédie de Béthune - CDN
- 2025 : L'Intruse et Les Aveugles de Maurice Maeterlinck, mise en scène Tommy Milliot, Théâtre du Vieux-Colombier

Mises en lecture
- 2012 : Viens de Kéthévane Davrichewy et Christophe Honoré, Festival d'Avignon
- 2018 : Pour ton bien[17],[18] de Pier Lorenzo Pisano, Festival Zoom, Théâtre Ouvert, Paris
- 2021 : Évaporations(s), de Camille Nauffray, mis en lecture par Tommy Milliot, Théâtre Ouvert, Paris
- 2022 : Nina, c’est autre chose, de Michel Vinaver, mis en lecture par Tommy Milliot, Théâtre Ouvert, Paris

Mises en espace
- 2011 : L'Éden Cinéma de Marguerite Duras, CDDB-Théâtre de Lorient
- 2015 : En héritage (vue du ciel) de Marie Fourquet, Théâtre des Bernadines Festival Actoral Marseille

## Acteur
- 2011 : La Place Royale de Corneille, mis en scène par Éric Vigner, CDDB-Théâtre de Lorient, CDN d'Orléans, Théâtre National de Strasbourg, tournée
- 2011 : Guantanamo de Frank Smith, mis en scène par Éric Vigner, CDN d'Orléans, CDDB-Théâtre de Lorient, Théâtre National de Strasbourg, tournée
- 2012 : La Faculté de Christophe Honoré, mis en scène par Éric Vigner, Festival d'Avignon, CDDB-Théâtre de Lorient, CDN d'Orléans, tournée
- 2013 : Transmission de et mis en scène par Scott Turner Schofield, CDDB-Théâtre de Lorient
- 2013 : L'Histoire du soldat d'Igor Stravinsky et Charles Ferdinand Ramuz, mis en scène par Frédérique Mingant, CDDB-Théâtre de Lorient
- 2013 : TicTac de et mis en scène par Vlad Chirita, CDDB-Théâtre de Lorient

Lectures
- 2009 : Histoires de la folie ordinaire de Petr Zelenka, mis en lecture par Éric Vigner, Théâtre du Rond-Point, Paris